# Драгомирівщина (заповідне урочище)
Драгоми́рівщина — заповідне урочище в Україні. Об'єкт природно-заповідного фонду Сумської області. 
Розташоване в межах Конотопського району Сумської області, на північ від села Сарнавщина. 
Площа 6,5 га. Статус надано згідно з рішенням облвиконкому від 20.06.1972 року № 305. Перебуває у віданні ДП «Конотопське лісове господарство» (Конотопське л-во, кв. 77, діл. 21, 27, 29-30). 
Статус надано для збереження старого парку на місці садиби Драгомирових, а також частини лісового масиву з переважно сосновими насадженнями. Урочище розташоване на правобережжі річки Єзуч (притока Сейму). 
Заповідне урочище «Драгомирівщина» входить до складу регіонального ландшафтного парку «Сеймський».